# Svaz českobratrského evangelického duchovenstva
Svaz českobratrského evangelického duchovenstva byla profesní dobrovolná organizace duchovních Českobratrské církve evangelické.
Svaz vznikl roku 1952 transformací dřívějšího Spolku českobratrského duchovenstva (založeného roku 1904 pod názvem Spolek evangelických duchovních české národnosti). Organizační řád SČED byl schválen výměrem ministerstva vnitra ze dne 31. ledna 1952.
K pravidelným činnostem Svazu patřilo pořádání teologických kurzů.
Během své existence se Svaz snažil o zachování demokratického a křesťanského charakteru navzdory komunistickému režimu. Vzhledem k neochotě podrobit se normalizačnímu tlaku byl SČED roku 1974 ministerstvem vnitra „k upevnění veřejného pořádku“ rozpuštěn.
Na odkaz SČED ideově navazuje Spolek evangelických kazatelů, založený roku 1991.